# Тиана (Дисни)
Тиана (на английски: Tiana) е измислена героиня от 49-ия пълнометражен анимационен филм на Уолт Дисни Пикчърс Принцесата и жабокът (2009). Създадена от сценаристите и режисьори Рон Клемънтс и Джон Мъскър и анимирана от Марк Хен, Тиана е озвучена от Аника Нони Роуз, а в детството – от Елизабет Дампиер. Героинята се появява и в анимационния сериал на Дисни+ Тиана.
Тя е базирана на две принцеси: принцеса Ема, героинята на романа от 2002 г. „Принцесата жаба“ от Е. Д. Бейкър, и принцесата от приказката на Братя Грим „Жабокът принц“, която вдъхновява романа на Бейкър. Освен това е вдъхновена от известния готвач от Ню Орлиънс Лия Чейс.
Тиана е представена като работлива сервитьорка, която мечтае да отвори собствен ресторант. Тя установява, че напредъкът ѝ е спрял, когато се трансформира в жаба, след като отчаяно целува принц, който е превърнат в жаба от зъл магьосник.
Тиана е предимно положително приета от критиците, които възхваляват нейната личност и ценности. Въпреки това изобразяването на Тиана и нейната общност е критикувано за липсата на „акцент върху расовите въпроси“. Решението да се изобразят двамата главни герои, Тиана и Навин, като жаби през по-голямата част от филма също предизвиква противоречия, като някои казват, че това омаловажава самоличността на героите. Тя е деветата героиня, добавена към франчайза Принцеса на Дисни, и е известна с това, че е първата афроамериканка във франчайза. Тя е и най-модерната принцеса в състава, тъй като нейната история се развива през 1920 г. в Ню Орлиънс.

## Разработване

### Концепция и етническа принадлежност
Според сърежисьора Джон Мъскър адаптирането на приказката „Жабокът принц“ на Братя Грим в анимационен игрален филм е предмет на Уолт Дисни Анимейшън Студиос от 18 години. Проектът многократно е отлаган, тъй като студиото не успява да създаде достатъчно добра версия. Компанията купува правата върху „Принцесата жаба“, роман на Е. Д. Бейкър, който е базиран на приказката, през 2006 г. Сърежисьорите Рон Клемънтс и Мъскър са наети да ръководят екипа в още един опит за адаптиране на приказката, избирайки Ню Орлиънс от 20-те години на XX век за място на действието. Въпреки че първоначално е замислен като компютърно анимационен филм, Клемънтс и Мъскър се борят Принцесата и жабокът да е традиционна анимация.
„Със сигурност беше крайно време за афроамериканска героиня. Но ние не подходихме към този филм като към някаква програма. Джон Ласитър предложи да вземем приказката „Жабокът принц“ и да я поставим в Ню Орлиънс. Идеята да направим нашата героиня афроамериканка просто израсна от обстановката и това беше неразделна част от историята, която представихме на Джон през март 2006 г. Всички смятахме, че това е страхотна идея. Но едва по-късно напълно осъзнахме важността на това в афроамериканската общност“.
Тиана се базира на принцеса Ема, героинята от романа на Бейкър, и на принцесата, която се появява в приказката на Братя Грим. Клемънтс описва „Принцесата жаба“ на Бейкър като „вид приказка с обрат“, защото в нея „принцесата целува жабата и вместо той да се превърне в принц, тя се превръща в жаба“. Клемънтс и Мъскър представят идеята за филма на главния изпълнителен директор на Уолт Дисни Анимейшън Студиос Джон Ласитър „като ръчно рисуван филм с афроамериканска героиня“, замисляйки Тиана „като човек, който никога не би бил голям фен на приказките на Дисни“. Героинята е вдъхновена от известната ресторантьорка Лия Чейс, която Клемънтс и Мъскър срещат по време на изследователското си пътуване до Ню Орлиънс. Клемънтс уточнява: „Има една жена в Ню Орлиънс на име Лия Чейс, която е сервитьорка и в крайна сметка отваря ресторант със съпруга си... ние се срещнахме и говорихме с нея и тя влезе някак в историята си, нейната философия за храната, която е голям елемент от филма“.
Тиана е призната за първата афроамериканска принцеса на Дисни. Като сценаристи и режисьори на филма Клемънтс и Мъскър твърдят, че решението им да изобразят Тиана като афроамериканска млада жена е дошло естествено – в резултат на мястото, на което се развива действието в историята. Клемънтс обяснява: „Не осъзнавахме, че това е толкова голяма стъпка“ и първоначално дават на героинята френското име „Мадлен“ – накратко „Мади“. Въпреки това, когато името предизвика спорове и спекулации в резултат на предполагаеми расови конотации – според различни източници името „Мади“ обикновено се използва като „име на роб“ – те решават да го променят на гръцкото име „Тиана“, което се римува с „Диана“ и rana (на латински означава „жаба“). Решени да продължат да подхождат към филма с чувствителност, Клемънтс и Мъскър търсят насоки от сценариста Роб Едуардс, който е афроамериканец. За да добавят емоционална тежест към историята, Клемънтс и Мъскър поставят допълнителен акцент върху връзката на Тиана с баща ѝ Джеймс, който „не присъства толкова в кадрите“.

### Глас
Режисьорите Рон Клемънтс и Джон Мъскър избрат да не наемат „големи звезди“ за озвучаване на главните герои във филма. Няколко известни афроамерикански артистки изразяват интерес да озвучават Тиана, включително Бийонсе, Дженифър Хъдсън и Алиша Кийс, както и актрисата и моден модел Тайра Бенкс. Ролята на Тиана в крайна сметка е дадена на актрисата и певица Аника Нони Роуз, която участва заедно с Бийонсе и Хъдсън в Мечтателки (2006). Роуз се явява на прослушване за ролята на Тиана общо три пъти.

## Изяви
Тиана се появява в следните филми и сериали: Принцесата и жабокът, София Първа, Ралф разбива интернета, Лего Принцеси на Дисни: Мисията на замъка, Имало едно време едно студио и Тиана (във всички озвучена от Аника Нони Роуз), Имало едно време (изиграна от Мекия Кокс).